# ГЕС Веллс
ГЕС Веллс — гідроелектростанція у канадській провінції Онтаріо. Знаходячись між ГЕС Обрі-Фолс (вище по течії) та ГЕС Ред-Рок-Фолс (41 МВт), входить до складу каскаду на річці Міссіссагі, яка впадає у північну частину озера Гурон.
З 1950 року на одній із порожистих ділянок Міссіссагі діяла ГЕС George W. Ryner потужністю 46 МВт, яка використовувала схему з відвідною деривацією. За два десятиліття в цьому ж місці за такою ж схемою звели машинний зал значно потужнішої станції Wells. Обладнана двома турбінами типу Френсіс із загальним показником 239 МВт, вона при напорі у 65 метрів забезпечує виробництво 383 млн кВт-год електроенергії на рік. Відпрацьована вода повертається до Міссіссагі по відвідному каналу завдовжки до 1 км, який зливається з річкою за 2,9 км нижче від греблі. Що стосується ГЕС George W. Ryner, то вона після появи нової станції використовується як резервна.
Водосховище, від якого живляться обидві ГЕС, утримує бетонна гребля заввишки 24 метри, створений якою підпір призвів до появи резервуару з площею поверхні 17,4 км2 та об'ємом 102 млн м3.